# فنسنت ميندي (كرة سلة)
فنسنت ميندي (بالفرنسية: Vincent Mendy) مواليد 4 مايو 1983 في داكار، هو لاعب كرة سلة سنغالي. بدأ مسيرته الاحترافية في سنة 2002. اعتزل اللعب في 2010.

## المسيرة الاحترافية
لعب مع نانسي باسكت في الدوري الفرنسي من سنة 2002 إلى 2005، ثم لعب مع نادي ميلوز في موسم 2005-2006، ثم لعب مع جاي إس إف نانتير في الدوري الفرنسي في موسم 2008-2009، ثم لعب مع نادي الوداد الرياضي في سنة 2009، ثم لعب مع فريق أنجيه في موسم 2010-2011، ثم لعب مع فريق ليفين في موسم 2011-2012.

## روابط خارجية
- فنسنت ميندي على موقع كرة السلة الأوروبية.كوم (الإنجليزية)
- فنسنت ميندي على موقع ريلجم (الإنجليزية)
- فنسنت ميندي على موقع بروبوليرز (الإنجليزية)
- فنسنت ميندي على موقع سبورتس رفرنس (الإنجليزية)